# Іван Перрія Буате
Іван Перрія Буате (фр. Ivan Perrillat Boiteux, 28 грудня 1985) — французький лижник, олімпійський медаліст. 
Бронзову олімпійську медаль Перрія Буате виборов на Іграх 2014 року в Сочі в складі французької команди в естафеті 4х10 км. 

## Зовнішні посилання
- Досьє на сайті FIS [Архівовано 2 березня 2014 у Wayback Machine.]